# Pseudognaptodon omissus
Pseudognaptodon omissus är en stekelart som beskrevs av Fischer 1965. Pseudognaptodon omissus ingår i släktet Pseudognaptodon och familjen bracksteklar. Inga underarter finns listade i Catalogue of Life.